# Notiothemis
Notiothemis is een geslacht van libellen (Odonata) uit de familie van de korenbouten (Libellulidae).

## Soorten
Notiothemis omvat 2 soorten:
- Notiothemis jonesi Ris, 1921
- Notiothemis robertsi Fraser, 1944